# Crash Music
Crash Music war ein amerikanisches Musiklabel aus Phoenix (Arizona), das ein breites Spektrum an Heavy Metal veröffentlichte. 

## Geschichte
Das Label wurde 2001 von Mark Nawara gegründet, der kurz zuvor seine vorherige Plattenfirma Pavement Music aufgrund eines sechsstelligen Schuldenstands ruhen ließ. Für den Vertrieb in Europa unterzeichnete er Vereinbarungen u. a. mit Zomba Music in Deutschland und Plastic Head in Großbritannien. Später folgten Vertriebsvereinbarungen mit Border Music (Schweden) und Bertus Distribution (Benelux) sowie Koch Music in den USA. Zudem war Crash Music selbst als Vertrieb aktiv, u. a. für Unique Leader Records, Forever Underground und The Foundry.
Die regelmäßige Veröffentlichungstätigkeit des Labels endet im Jahr 2009, die Website www.crashmusicinc.com leitet automatisch auf Pavement Music um.

## Kritik
In einem Interview bezeichnete es die Death-Metal-Band Aurora Borealis als schlechteste Entscheidung, 2003 das Debütalbum „Apocalyptic End in White“ ihres Nebenprojekts Imperial Crystalline Entombment über Crash Music zu veröffentlichen. Es sei für Gründer und Geschäftsführer Mark Nawara typisch, ein Label zu eröffnen, Schulden anzuhäufen, Bands nicht zu bezahlen und das Label dann zu schließen. So hätten auch sie trotz mutmaßlich guter Verkaufszahlen keine Tantiemen erhalten.

## Veröffentlichungen (Auswahl)
- King’s-Evil – Deletion of Humanoise (2001)
- Brick Bath – I Won't Live the Lie (2002)
- Jungle Rot – Slaughter The Weak (2002)
- Legen Beltza – Insanity (2003)
- Omen – Eternal Black Dawn (2003)
- Transport League – Grand Amputation (EP, 2003)
- Coram Lethe – The Gates of Oblivion (2004)
- Illogicist – Subjected (2004)
- Ninnuam – Process of Life Separation (2004)
- Pyrexia – Cruelty Beyond Submission (Best-Of, 2004)
- Disgorge – Parallels Of Infinite Torture (2005)
- Searing Meadow – Corroding from Inside (2005)
- Unshine – Earth Magick (2005)
- 40 Below Summer – The Last Dance (2006)
- Abysmal Dawn – From Ashes (2006)
- Enforsaken – Sinner’s Intuition (2006)
- Imagika – My Bloodied Wings (2006)
- Society 1 – The Years of Spiritual Dissent (2006)
- BulletBoys: Behind the Orange Curtain (Live, 2007)
- Primer 55 – Family for Life (2007)